# Fahrafeld (Gemeinde Pottenstein)
Fahrafeld ist ein Dorf und eine Katastralgemeinde der Marktgemeinde Pottenstein in Niederösterreich mit 366 Einwohnern (Stand 1. Jänner 2024).

## Geographie
Fahrafeld ist ein Straßendorf im Triestingtal nordwestlich von Pottenstein.
Durch den Ort führt die Bundesstraße 18. Im Osten wurde ein Hochwasserschutzdamm errichtet, der das Tal in seinem weiteren Verlauf vor Überschwemmungen schützt. Die Lage im Osten von Fahrafeld eignete sich hierzu besonders, weil das Tal sehr breit ist und sich vor dem Ortsgebiet von Pottenstein stark verjüngt.

## Geschichte
Fahrafeld wurde 1259 erstmals urkundlich erwähnt. Es handelte sich um einen herrschaftlichen Gutshof. In der zweiten Hälfte des 14. Jahrhunderts befand er sich im Besitz der Familie Inprucker, die die Katharinenkapelle errichtete, die später zur Filialkirche Fahrafeld ausgebaut wurde. In den Jahren 1600 bis 1619 befand sich das Gut im Besitz der Wolzofen, die das Schloss Fahrafeld fast von Grund auf neu errichteten. 1784 wurde in Fahrafeld eine Öhrknopffabrik gegründet, 1790 unter Matthäus und Thomas von Rosthorn in eine Metallwarenfabrik und 1820 unter der Familie von Coith in eine Spinnwarenfabrik umgewandelt. Die Fabrik wurde 1871 an die Berndorfer Metallwarenfabrik verkauft. Sie brannte 1891 ab. 1833 waltete Baron Sina über das Gebiet, danach die Grafen von Wimpffen. Die Grafen von Wimpffen bauten 1860 das am rechten Triestingufer liegende Schloss gegenüber der Kapelle großzügig im neugotischen Stil aus. Die Pläne stammen von Karl Freimut. Das Schloss brannte 1945 ab und wurde 1953 abgetragen.
Am 1. Jänner 1971 wurde die bis dahin selbständige Gemeinde nach Pottenstein eingemeindet.

## Kultur und Sehenswürdigkeiten

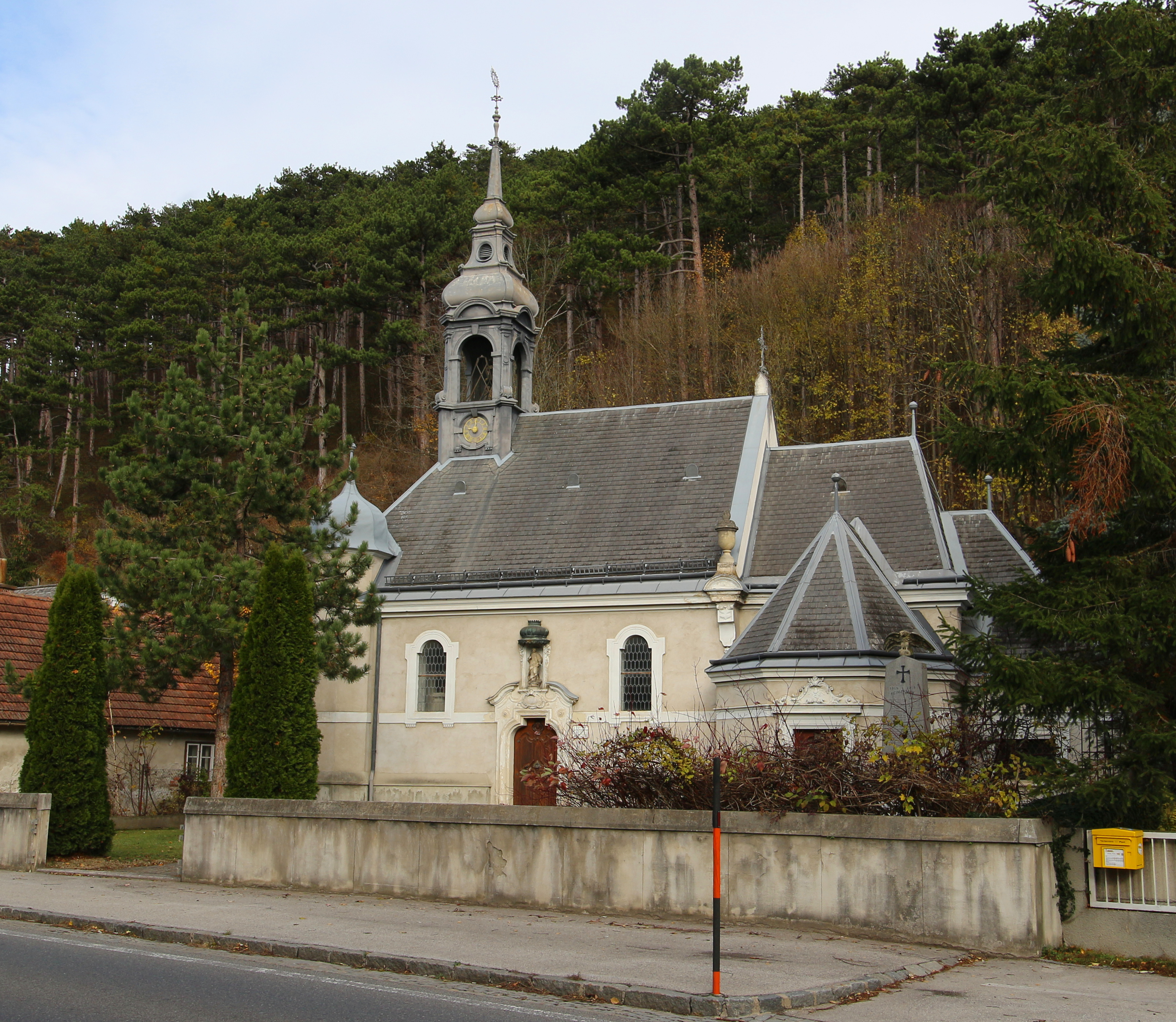
Filialkirche hl. Katharina in Fahrafeld

- Filialkirche Fahrafeld: Die Kapelle wurde im 15. Jahrhundert erstmalig urkundlich genannt und nach der Zweiten Wiener Türkenbelagerung wieder aufgebaut. Sie ist der heiligen Katharina von Alexandrien geweiht.[1]

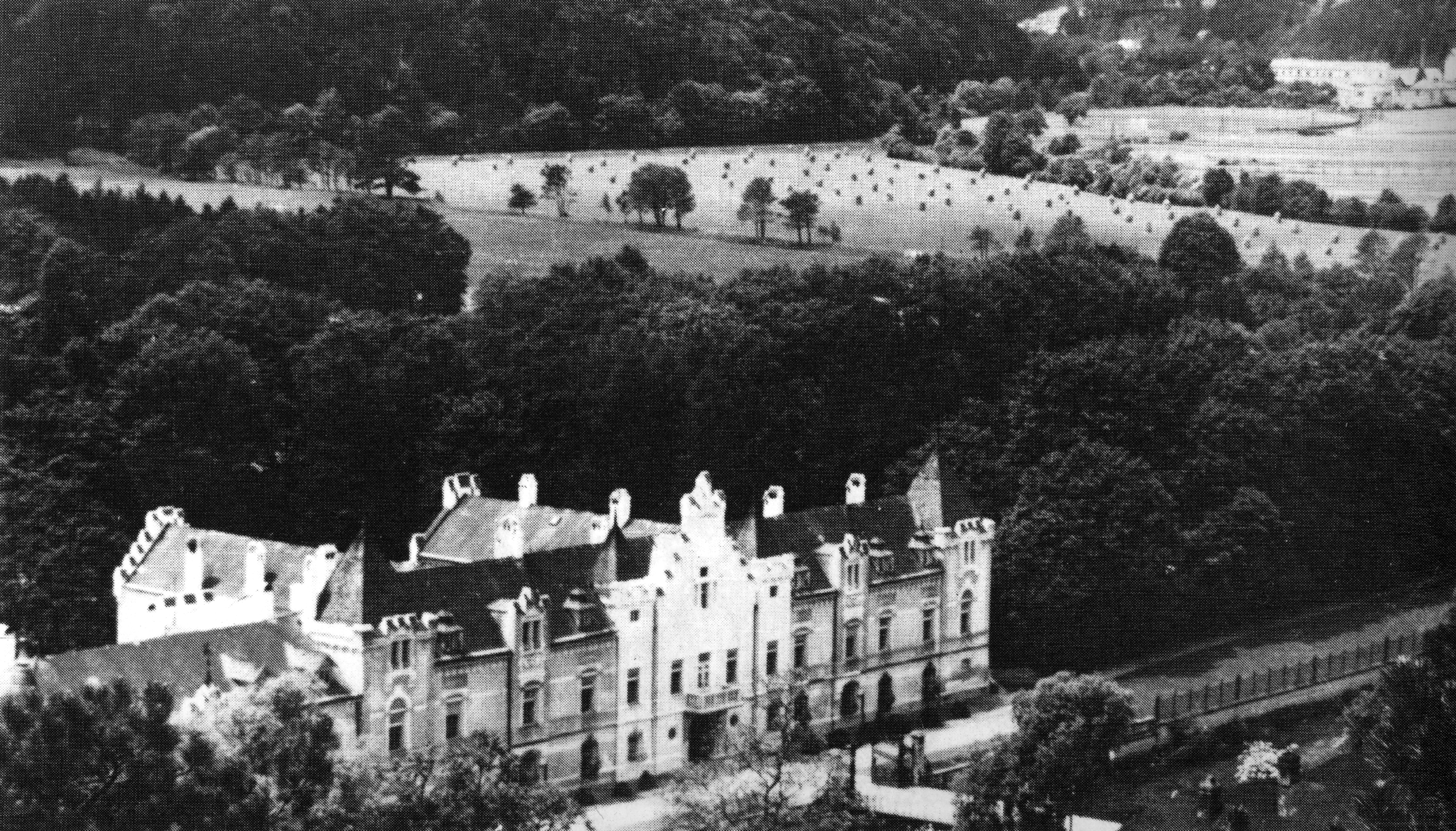
Schloss Fahrafeld um 1900

## Persönlichkeiten
- Petar Preradović (1818–1872), Offizier und kroatischer Autor (kroatischer Nationaldichter)